# Palackého náměstí (Slavkov u Brna)
Palackého náměstí je ústřední historické náměstí ve Slavkově u Brna ležící v památkové zóně. Podlouhlé veřejné prostranství je severojižně orientované a k užšímu jižnímu konci se mírně svažuje. V širší severní části mu dominují budovy zámku, kostela a radnice.

## Popis
Náměstí představuje hlavní severojižní urbanistickou osu v historickém centru města a městské památkové zóně. Nalézá se na něm většina velkých památek ve městě, zejména pohledově dominantní dvojice barokního zámku s parkem a klasicistního kostela uzavírající mírně trychtýřovité náměstí ze severu, dále původně renesanční radnice s budovou někdejšího soudu (dnes sídlo městského úřadu a policie), Panský dům, bývalá palírna a několik dalších městských domů. Na užším jižním konci náměstí původně uzavírala Rybničná či Hodinová brána jako součást středověkého městského opevnění, která jako poslední z městských bran byla stržena roku 1903.
Úsek mezi kostelem a kolmou Husovou ulicí v severní části náměstí v roce 1862 uzavřela budova obecné školy, kde dnes sídlí část městského úřadu a pošta. Protějškem k radnici je rovněž nárožní věžičkou završená budova společenského centra Bonaparte. Zámek se stal mimo jiné sídlem historického muzea, okresního archivu i městské knihovny. Zejména Panský dům pak slouží od generální rekonstrukce v 90. letech 20. století jako sídlo dalších úřadů a institucí, na náměstí jsou také banky, obchody a služby včetně gastronomických a ubytovacích. Ve dvoře hotelu Napoleon (dříve Sokolský dům) bylo ve 20. století zbudováno kino, od roku 2018 uzavřené. Kromě Husovy ulice jako spojnice s východem vybíhají z náměstí v jeho prostřední části západním směrem ulice Fügnerova (podél zámecké zdi) a Brněnská, na dolním (jižním) konci pak různými směry ulice Československé armády, Boženy Němcové, Hradební a Za Branou.

## Název
Palackého náměstí se dříve označovalo prostě jen náměstí či rynk, ještě předtím, někdy do 1. poloviny 18. století, bylo Dolním rynkem, zatímco menší Horní rynk se nacházel před západním průčelím gotického kostela svatého Jakuba a Panny Marie. Kostel však byl stržen a spolu s náměstím zasypán jižním parterem zámecké zahrady, čímž zůstalo už jen jediné hlavní náměstí.
To bylo v roce 1898 pojmenováno po Františku Palackém při příležitosti jeho stých narozenin. Palackého vliv v kultuře i politice českých zemí 19. století byl značný a je po něm pojmenováno mnoho veřejných prostranství, k městu jej však váže vysvětlení vzájemného vztahu mezi českým pojmenováním Slavkov a německým Austerlitz. To poskytl autor Dějin národu českého v Čechách a v Moravě ve svém dopise z 18. února 1864, a ačkoli město osobně nikdy nenavštívil, jeho podíl na vysvětlení původu a vývoje názvu byl měštany dlouho chován v úctě.
Na budově radnice pojmenování připomíná pamětní deska. V květnu 2023 byla navíc na dolním konci náměstí odhalena bronzová busta Františka Palackého jako druhý odlitek původního díla sochaře Jana Steinera z roku 1921.

## Historie

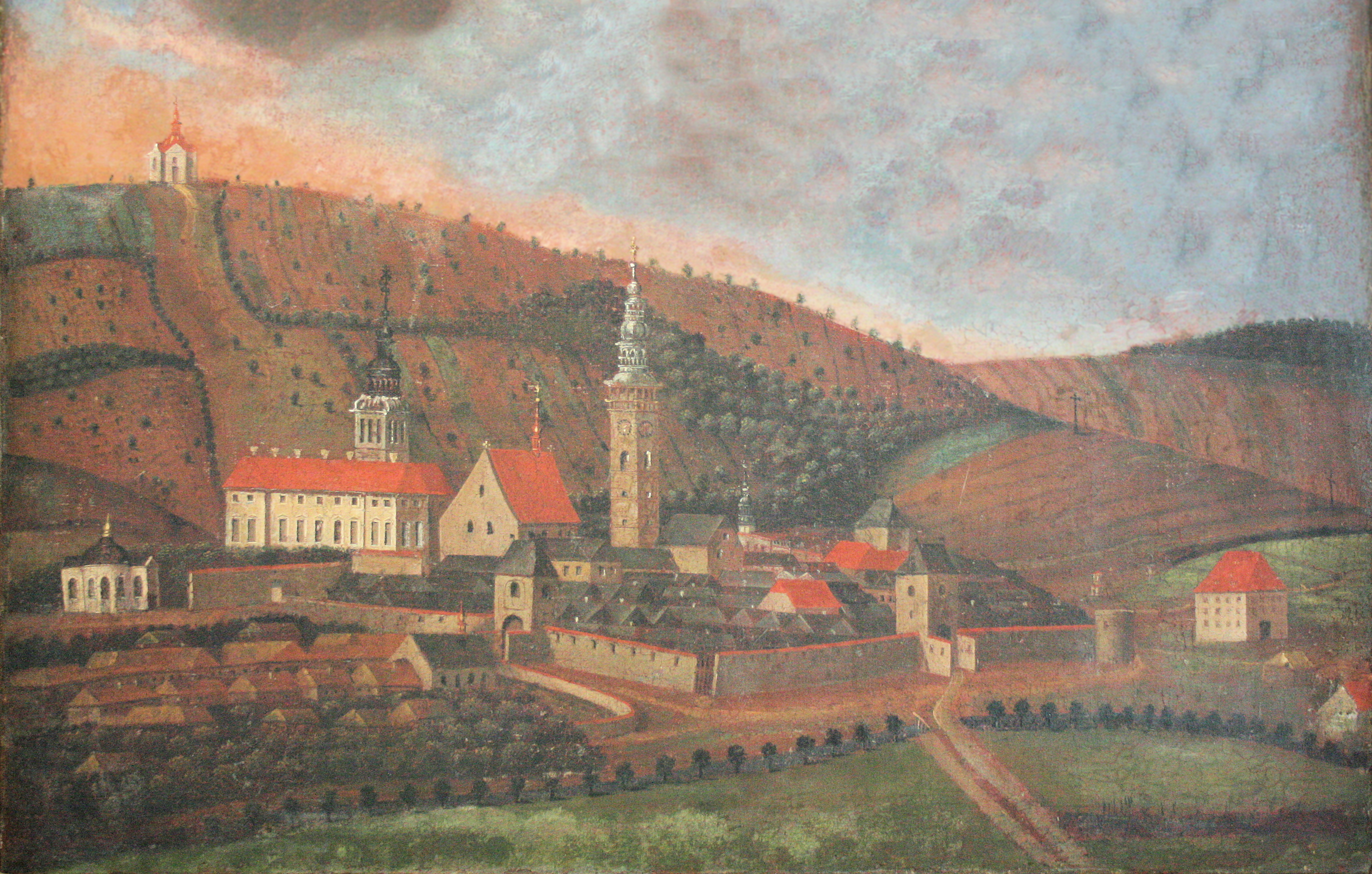
Veduta Slavkova z oltářního obrazu sv. Urbana (1712).

První písemná zmínka o městě pochází z roku 1237, kdy král Václav I. potvrdil Řádu německých rytířů držbu Novosedlic (tehdejší název města) a čtyř okolních vsí. V listině se připomíná historické jádro města, které se však tehdy soustředilo dost možná kolem Horního rynku a svatojakubského kostela (jmenovitě připomínaného poprvé v listině z roku 1322/1323 a obehnaného hřbitovem). Dnešní historické jádro města s hlavním náměstím tak leží v místech, která ve středověku byla spíše periferií Novosedlic, zatímco tehdejší jádro zůstalo pohřbeno pod pozdějším zásypem zámeckého parku, s čímž souvisí i značná absence gotických nebo starších památek na Palackého náměstí. K roku 1575 byla ve městě připomínána dvě tržiště, z nichž prvním byl onen Horní rynk, druhým pak patrně Dolní rynk (dnešní Palackého náměstí).
Město od roku 1509 patřilo do majetku rodu Kouniců, kteří z něj učinili své hlavní sídlo a věnovali tak jeho rozvoji značnou péči. Oldřich z Kounic nechal po roce 1566 přestavět zdejší komendu Řádu německých rytířů na renesanční zámek, městská věž (hláska) stojící mezi oběma náměstími poblíž kostela byla navýšena a stala se dominantou renesančního města. V roce 1592 vznikla na Dolním rynku městská radnice, která je tak (i přes pozdější stavební úpravy) prakticky nejstarší dochovanou stavbou na náměstí i v celém Slavkově. Renesanční prvky zůstaly do dnešní doby dochované také v Panském domě (č. 89). Město dům zakoupilo v roce 1570 a zřídilo zde městský pivovar, roku 1660 jej od něj získali Kounicové, pivovar uzavřeli a dům poté začal sloužit velitelství vojenské posádky, notářství, později i kancelářím velkostatku.
Dominik Ondřej z Kounic (1654–1705) mimo jiné poznal kulturu na dvoře francouzského krále Ludvíka XIV. a tuto inspiraci se rozhodl koncem 17. století realizovat přestavbou renesančního zámku do barokní podoby po vzoru Verisailles. Ruku v ruce s tím šel i hospodářský pokrok; coby rakouský vyslanec v Londýně a v Haagu se Dominik Ondřej inspiroval tamní manufakturní výrobou a rozhodl se ji zavést také v domovině – v nově postaveném domě na náměstí (dnes č. 71) v roce 1703 vznikla textilní manufaktura, v pozdějších letech rozšířená o valchu a barvírnu. Ve své době se jednalo o první vážný pokus vybudovat rozsáhlý podnik odlišný od dosavadní řemeslné výroby, v manufaktuře v roce 1706 pracovalo až 200 dělníků, existoval dokonce plán na rozšíření výrobního komplexu až pro 1300 lidí s koncentrací výroby pro celou monarchii, což by akcelerovalo růst celého města, k realizaci však nedošlo a samotná manufaktura ukončila činnost v roce 1716.
Najstarší dochované vyobrazení Slavkova pochází z roku 1712 a zachycuje město stále ještě sevřené hradbami, s patrným starým kostelem i městskou věží v těsném sousedství rodícího se barokního zámku, z nějž již stálo západní křídlo, za ním se však ještě vypínala i věž dřívějšího zámku renesančního. Dnešní Palackého náměstí tak tvořilo severojižní osu tehdejšího města mezi severní Rousínovskou bránou a jižní Rybničnou bránou. Za jižními hradbami se v minulosti rozkládal rybník nazývaný Tazus, pod nímž dále po proudu řeky Litavy následoval Vážanský rybník, založený roku 1516. Rybniční soustava plnila také fortifikační funkci, která však postupem času oslábla a spolu s proměnou hospodářských podmínek vedla k tomu, že na zmíněném vyobrazení města z počátku 18. století již je Tazus vypuštěný a na náměstí za branou plynule navazuje cesta vedoucí po náspu směrem k někdejšímu židovskému hřbitovu a dále na Nížkovice.

Navržené úpravy zámeckého areálu podle plánů architekta Domenika Martinelliho, jehož pověřil Dominik Ondřej, zahrnovaly i velkorysé zásahy do kompozice města. Po smrti Dominika Ondřeje v roce 1705 nastoupil jeho syn Maxmilián Oldřich (1679–1746), který však zprvu velký budovatelský zájem neprojevoval a snahy obnovil až po roce 1720, kdy se stal zemským hejtmanem. Také Martinelli však zemřel již v roce 1718, a tak byl aktualizací jeho plánů pověřen jiný italský architekt Ignác Valmaggini a dokončení těchto prací bylo na počátku 30. let 18. století svěřeno staviteli Václavu Petruzzimu.

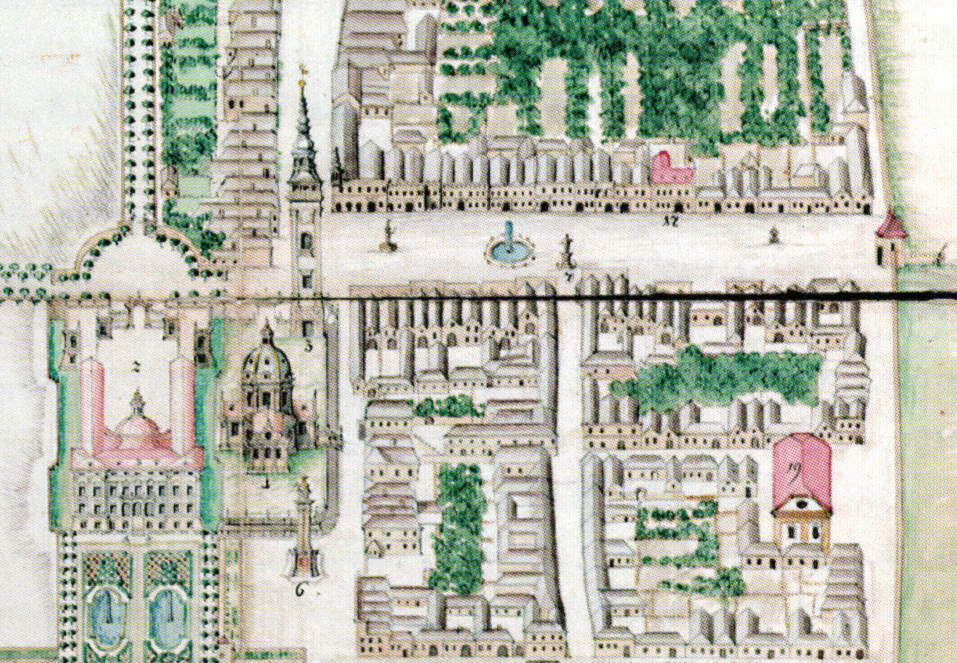
Palackého náměstí na Petruzziho návrhu územního generelu města (1730)

Martinelliho velkolepé plány byly částečně redukovány, přesto znamenala přestavba zámku razantní zásahy do městské zástavby kolem dnešního Palackého náměstí. To již byl Maxmilián Oldřich po smrti (1746) a v jeho šlépějích pokračoval nejvýznamnější příslušník rodu, císařský kancléř Václav Antonín (1711–1794). Roku 1752 byla dokončena celá budova zámku včetně jižního křídla, i když na vnitřní výzdobě se nadále pracovalo. Budova koníren svým vyvýšeným obloukem poměrně brutálně vstoupila do prostoru náměstí. Někdy kolem poloviny 50. let se částečně sesul starý kostel v sousedství zámku a jeho zbytek byl stržen. Kníže Kounic toho využil a v roce 1770 nechal zbořit také vedlejší městskou věž, která již v dubnu 1762 vyhořela (spolu s mnoha dalšími domy ve městě včetně radnice). Ciferníky věžních hodin pak byly umístěny na tehdejší Ryničnou bránu na dolním konci náměstí, které se tak následně začalo říkat Hodinová brána. Někdejší Horní rynk vzal za své spolu s kostelem a věží a byl zasypán několikametrovou vrstvou zeminy při stavbě jižního parteru zámeckého parku.
Zatímco se bohoslužby ze zbořeného kostela dočasně přesunuly do hřbitovní kaple, Václav Antonín nechal v letech 1786–1789 na horním konci náměstí poblíž zámku vystavět nový kostel. Autorem jedinečné památky klasicistní architektury se stal vídeňský dvorní architekt Ferdinand Hetzendorf z Hohenbergu. Původně zamýšlenou dvojici věží v průčelí však nebylo možné vztyčit kvůli špatnému geologickému podloží, a proto nakonec byla vystavěna věž jediná na severní straně kostela, která rozdělila dvě křídla přilehlého objektu fary, a i ta ze stejných důvodů jen nepatrně převýšila zastřešení kostela. Současně se stavbou nového kostela bylo náměstí rozšířeno tímto směrem pomocí demolice severní městské hradby i s měšťanskými domy, které dosud z této strany rynk uzavíraly.